# Miracles for Sale
Miracles for Sale è un film thriller del 1939 diretto da Tod Browning, ultimo lavoro del regista statunitense. Il film è tratto dal romanzo ad enigma della camera chiusa dello scrittore Clayton Rawson Death from a Top Hat, nel cui fa la sua prima comparsa il decective The Great Merlini, protagonista di molti suoi successivi lavori. Nel film Merlini è impersonato dal personaggio di Michael Morgan, interpretato da Robert Young; Don Diavolo, un altro personaggio creato da Rawson, sotto pseudonimo di Stuart Towne, appare con il nome di "Dave Duvallo".